# کولیج (جورجیا)
کولیج، جورجیا (به انگلیسی: Coolidge, Georgia) یک شهر در ایالات متحده آمریکا با جمعیت ۵۵۲ نفر است که در جورجیا واقع شده‌است.

## موقعیت جغرافیایی
موقعیت جغرافیایی شهرها و مناطق اطراف به شرح زیر است: